# Telespiza
Telespiza – rodzaj ptaków z rodziny łuszczakowatych (Fringillidae).

## Występowanie
Rodzaj obejmuje gatunki występujące na Hawajach.

## Morfologia
Długość ciała 17–19 cm, masa ciała 21–34,5 g.

## Systematyka

### Etymologia
Nazwa rodzajowa jest połączeniem słów z języka greckiego: τηλε tēle – „daleko, w pewnej odległości” oraz σπιζα spiza – „zięba” (σπιζω spizō – „ćwierkać”).

### Gatunek typowy
Telespyza cantans S.B. Wilson

### Podział systematyczny
Do rodzaju należą następujące gatunki:
- Telespiza cantans S.B. Wilson, 1890 – hawajka grubodzioba
- Telespiza ultima Bryan, 1917 – hawajka tęgodzioba